# Сібоард (Північна Кароліна)
Сібоард (англ. Seaboard) — місто (англ. town) в США, в окрузі Нортгемптон штату Північна Кароліна. Населення — 542 особи (2020).

## Географія
Сібоард розташований за координатами 36°29′26″ пн. ш. 77°26′31″ зх. д. / 36.49056° пн. ш. 77.44194° зх. д. (36.490690, -77.441966).  За даними Бюро перепису населення США в 2010 році місто мало площу 2,49 км², уся площа — суходіл.

## Демографія
Згідно з переписом 2010 року, у місті мешкали 632 особи в 300 домогосподарствах у складі 166 родин. Густота населення становила 253 особи/км².  Було 363 помешкання (146/км²).
Расовий склад населення:
| - 74,5 % — чорних або афроамериканців - 23,6 % — білих - 0,2 % — корінних американців - 0,2 % — азіатів |

До двох чи більше рас належало 1,4 %. Частка іспаномовних становила 0,2 % від усіх жителів.
За віковим діапазоном населення розподілялося таким чином: 20,1 % — особи молодші 18 років, 58,9 % — особи у віці 18—64 років, 21,0 % — особи у віці 65 років та старші. Медіана віку мешканця становила 47,3 року. На 100 осіб жіночої статі у місті припадало 74,1 чоловіків;  на 100 жінок у віці від 18 років та старших — 70,0 чоловіків також старших 18 років.
Середній дохід на одне домашнє господарство  становив 34 302 долари США (медіана — 24 514), а середній дохід на одну сім'ю — 41 964 долари (медіана — 37 250). За межею бідності перебувало 23,8 % осіб, у тому числі 30,8 % дітей у віці до 18 років та 19,2 % осіб у віці 65 років та старших.
Цивільне працевлаштоване населення становило 220 осіб. Основні галузі зайнятості: освіта, охорона здоров'я та соціальна допомога — 25,0 %, роздрібна торгівля — 18,2 %, виробництво — 18,2 %.